# Jeep Wagoneer
Jeep Wagoneer (укр. Джип Вагонер) — комфортабельний SUV, що виготовляється з 1963 року по 1991 рік та з 2021 року компанією Jeep.

## Перше покоління (SJ, 1963-1991)

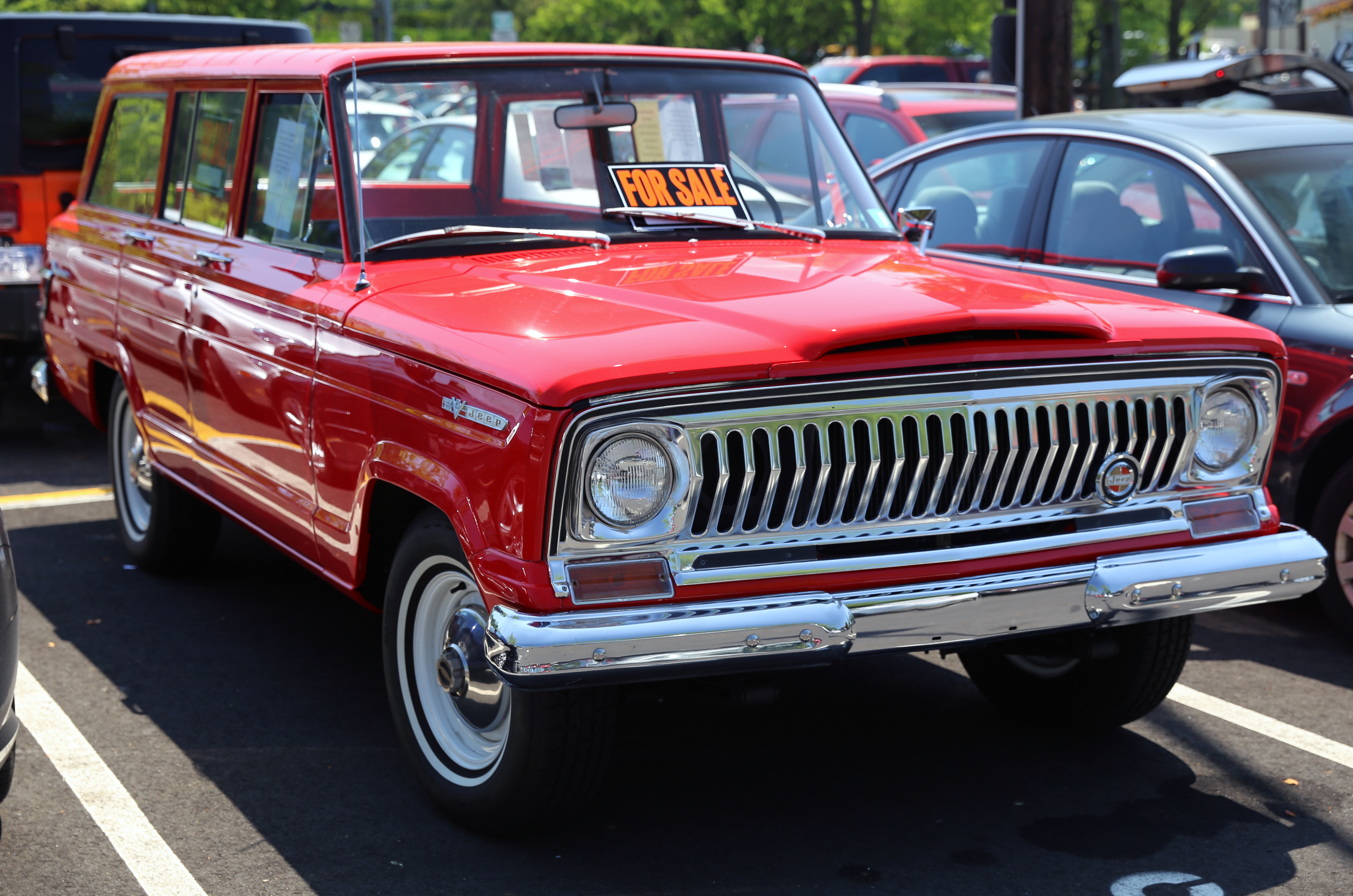
Jeep Wagoneer (SJ) (1965-1969)

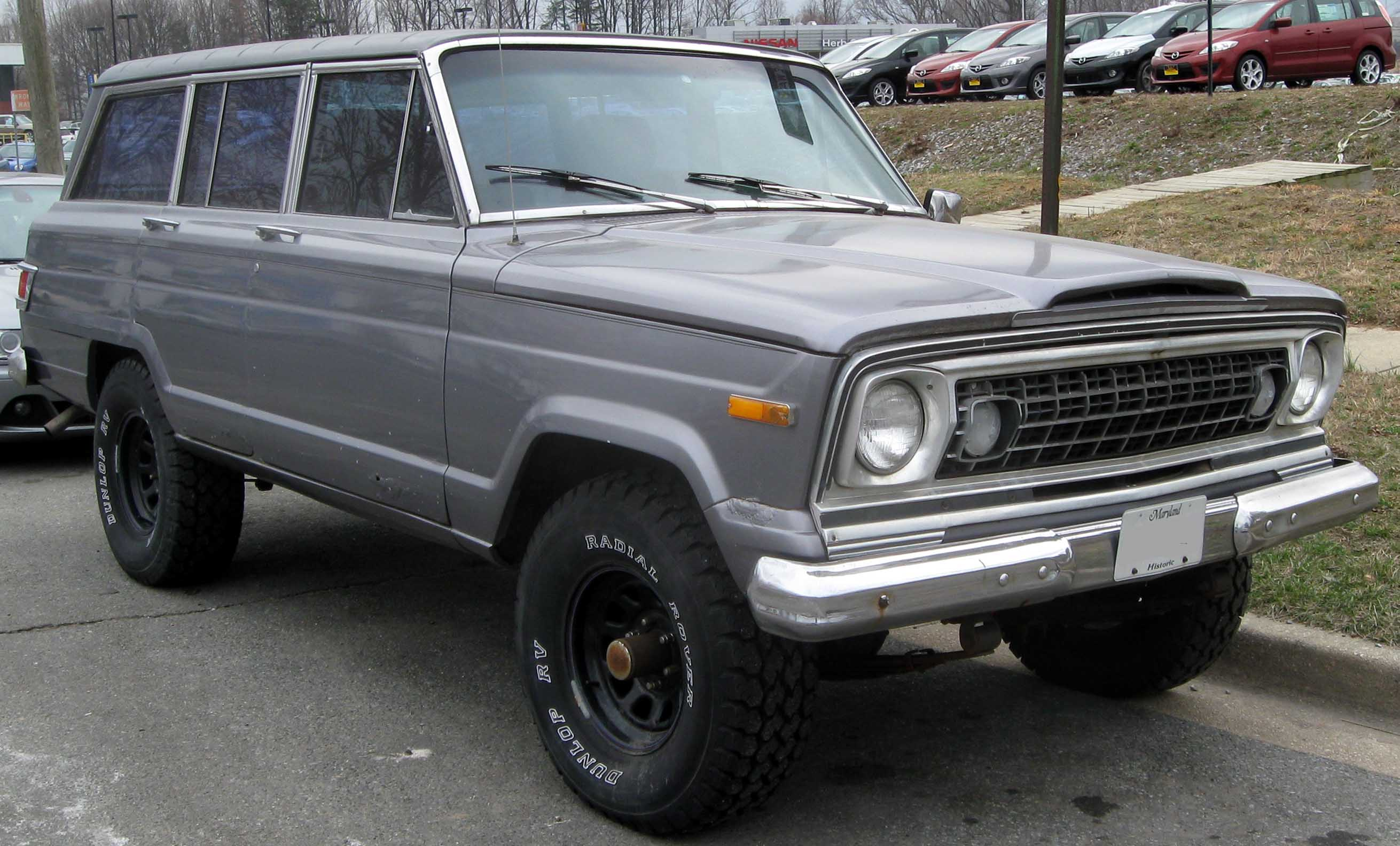
Jeep Wagoneer (SJ) (1970-1978)

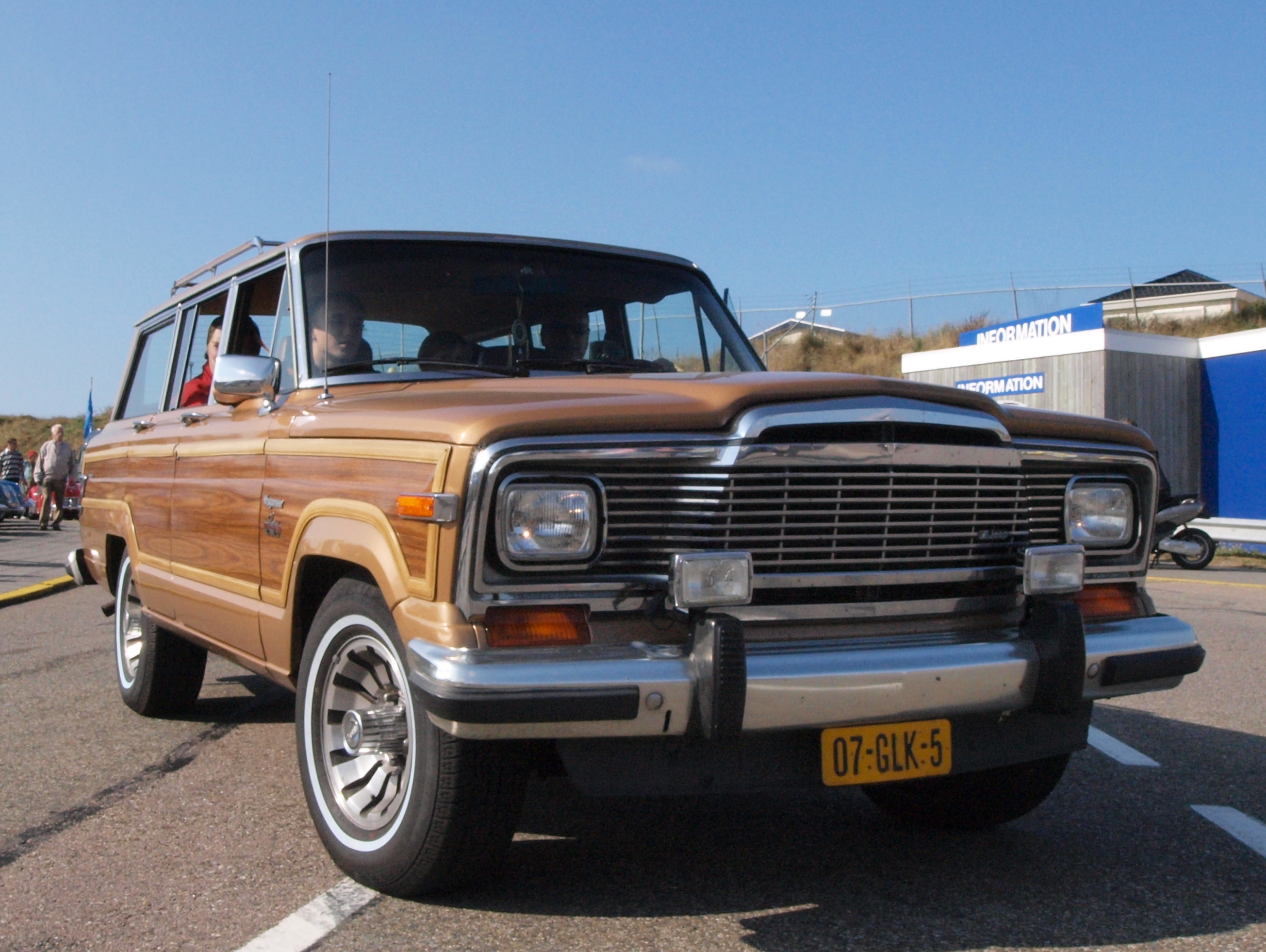
Jeep Wagoneer (SJ) (1979-1983)

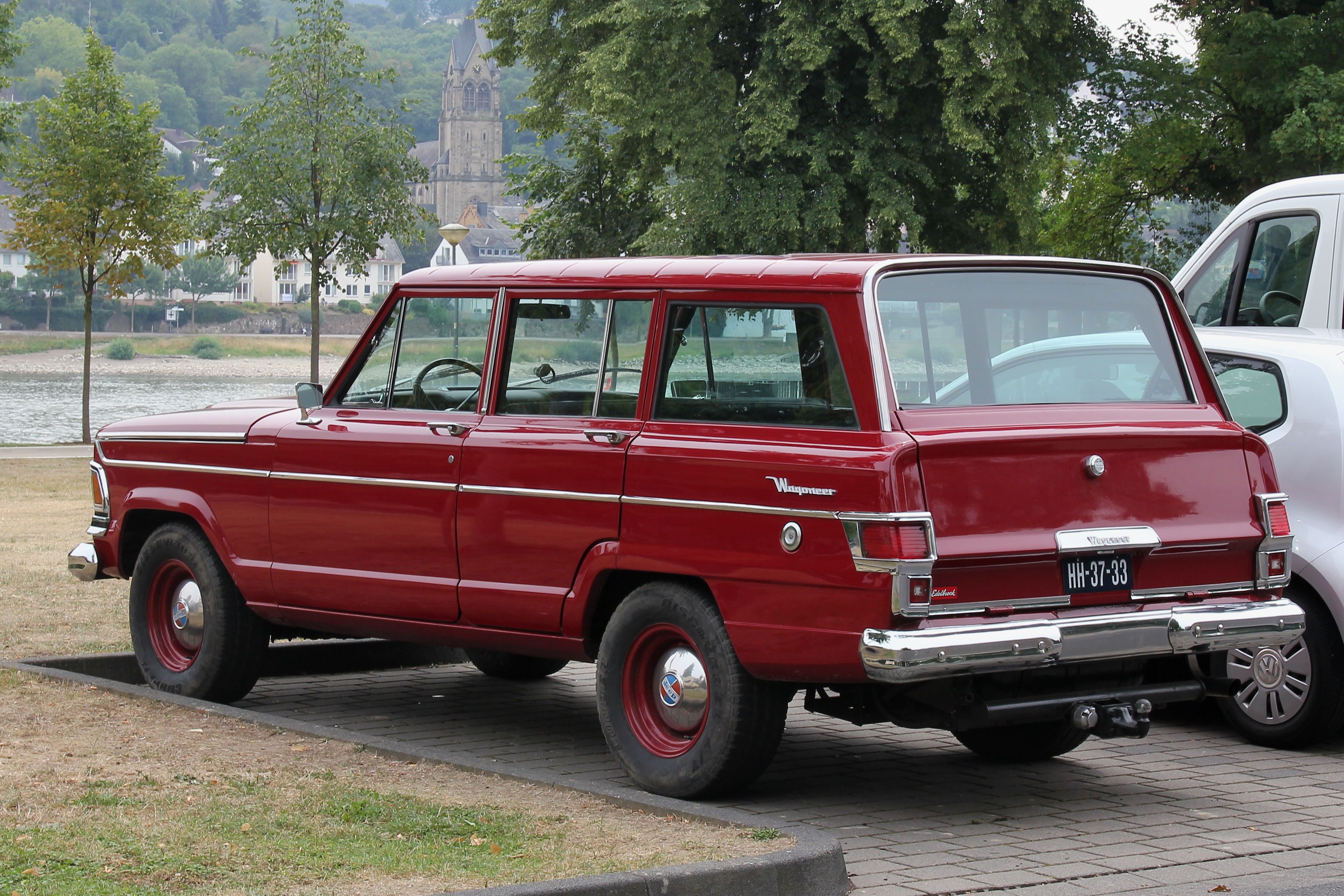
Jeep Wagoneer (SJ) (1963-1983)

Розпочатий в середині 1950-х років етап формування ринку позашляховиків збігся з початком розробки фірмою Jeep перспективних проектів машин з колісною формулою 4 × 4. Результатом цієї програми стала поява восени 1962 року нового універсала Jeep Wagoneer, який значно відрізнявся від тих що вироблялися раніше автомобілів такого типу. Дана модель оснащувалася як повним, так і тільки заднім приводом. Попередником її був Willys Jeep Wagon, а схожими машинами були Jeep Gladiator і Jeep Honcho.
Jeep Wagoneer є першим розкішним 4x4, що виготовлявся і продавався за допомогою численних марок з 1963 по 1991 рік. "Позашляховик" (SUV) виготовлявся з незначними змінами 28 років.
Wagoneer є піонером ринку sport utiliy vehicle. На відміну від тогочасних утилітарних позашляховиків Wagoneer відрізнявся розкішним оснащенням і комфортом.
Автомобіль комплектувався незалежною передньою підвіскою (правда, її пропонували як опцію, за окрему плату, у стандарті ж спереду стояла залежна підвіска на ресорах), підсилювачем керма і автоматичною коробкою передач.
Wagoneer дебютував за сім років до запуску у виробництво компанією Land Rover позашляховика Range Rover у Великій Британії, і за 24 роки до продажу цього автомобіля в Сполучених Штатах.
Wagoneer мав раму і випускався з трьома видами кузовів: 2-дверна вантажівка (вантажівка) на базі пікапа Jeep Gladiator, 2- і 4-дверний SUV. В основі конструкції розташована платформа Jeep SJ. Габарити машини склали 4735/1900/1690 мм при колісній базі 2794 мм. Споряджена маса автомобіля досягала 2048 кг.
На SUV встановлювалися 6-циліндрові рядні карбюраторні двигуни 3,8 л Tornado (140 к.с., з 1964 року - 133 к.с.), 4,2 л АМС (з 1979 року), а також V8 5,4 л Vigilante (250 к.с., 460 Нм), 5,7 л Buick Dauntless (230 к.с., 470 Нм), 5,9 л і 6,6 л АМС. Витрата бензину АІ-92 у автомобіля з 4,2-літровим двигуном на шосе становили понад 9,4 л, а в міському циклі - 13 л на 100 км шляху. Мотори агрегатувалися з 3- і 4-ступінчастою МКПП або 3-швидкісними автоматичними коробками передач GM THM400 і Chrysler A727.
У 1968 році виробництво задньопривідних версій було припинено. У 1970-му - поліпшили шумоізоляцію кузова і провели заміну силових агрегатів на нові 5,9 і 6,6 л. У 1973 році повний привід став постійним, а в 1974-му знову почалася збірка 2-дверних версій (під назвою Jeep Cherokee SJ). Wagoneer перейшов в категорію «сімейних» джипів, його оснащення стало багатшим: з'явилися електрорегулювання передніх сидінь, електросклопідйомники, круїз-контроль, шкіряна оббивка, плюшеві килимові покриття і вставки «під дерево» на дверях. У 1983 році автоматична трансмісія Selec-Trac стала поставлятися в стандартній комплектації автомобіля.

### Grand Wagoneer

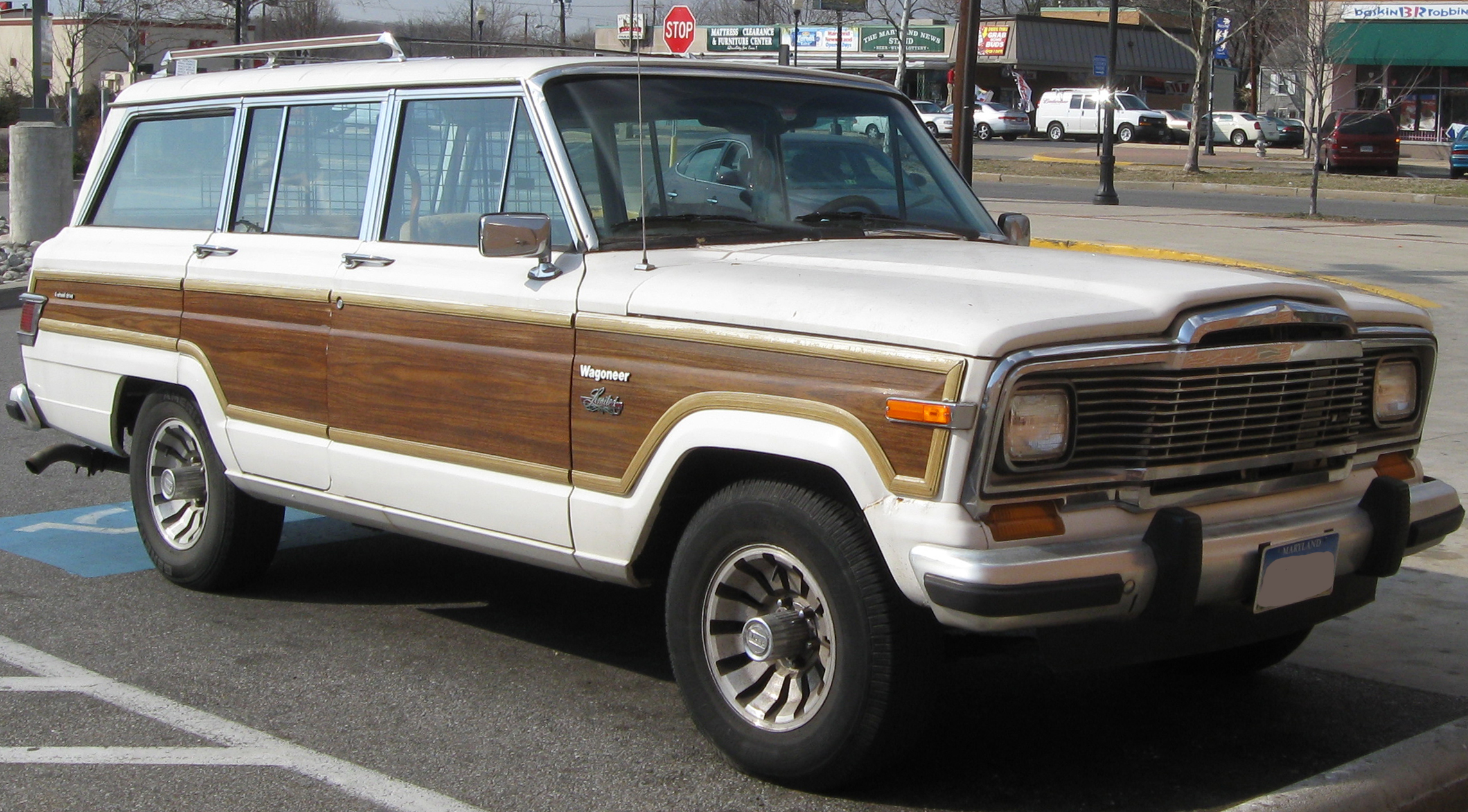
Jeep Grand Wagoneer (SJ) (1984–1986)

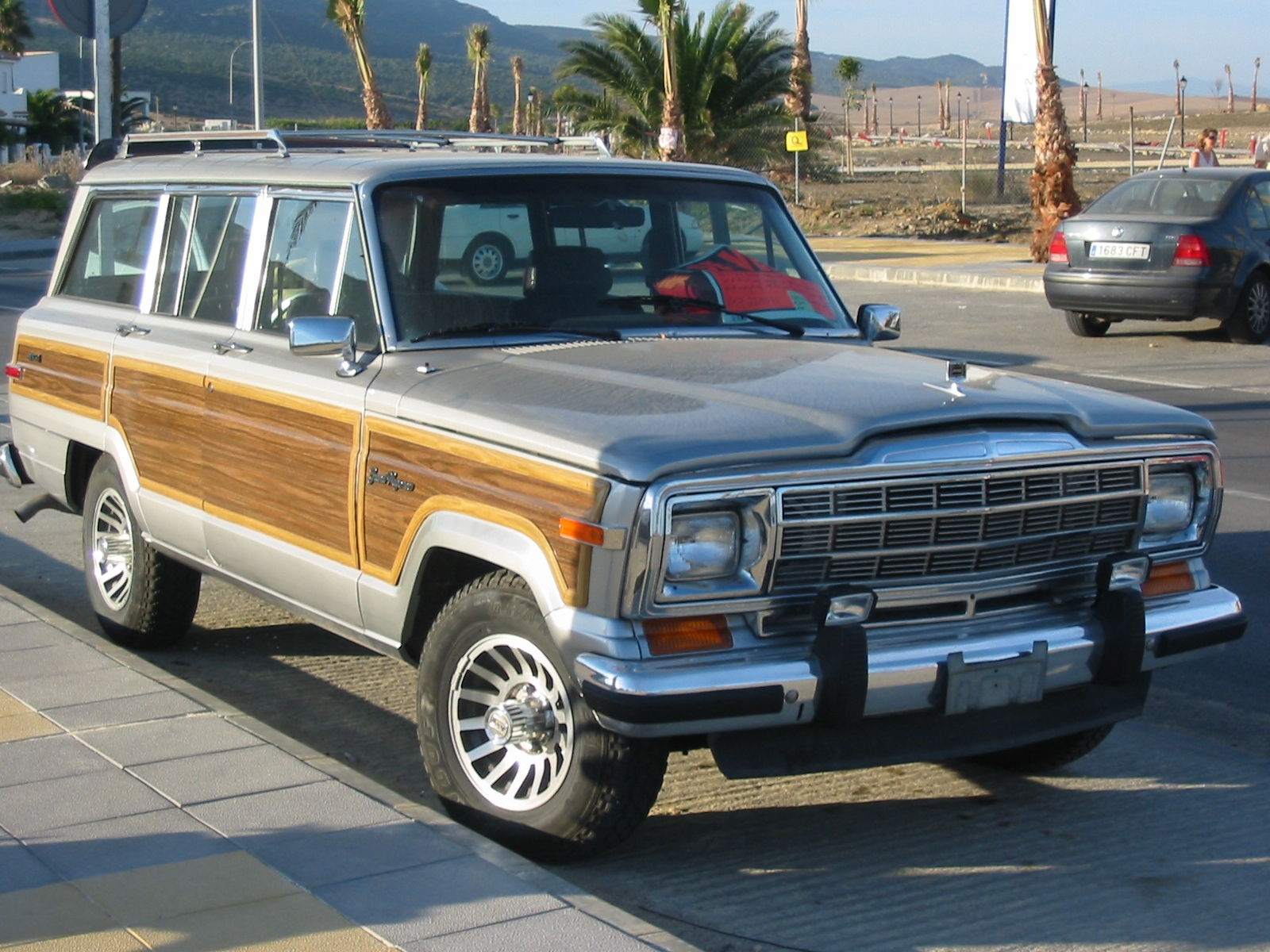
Jeep Grand Wagoneer (SJ) (1987–1991)

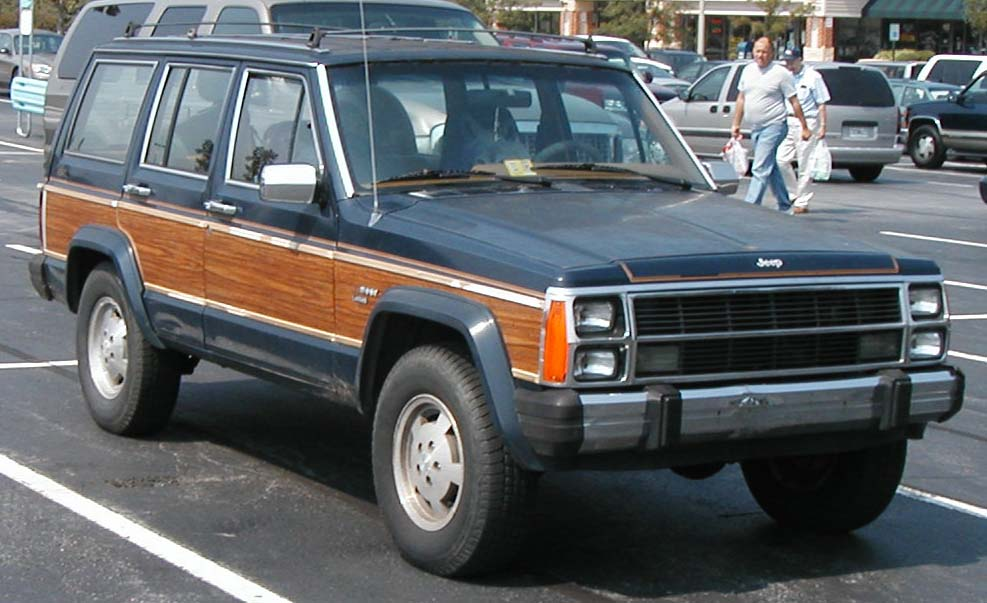
Jeep Wagoneer (XJ) (1984-1990)

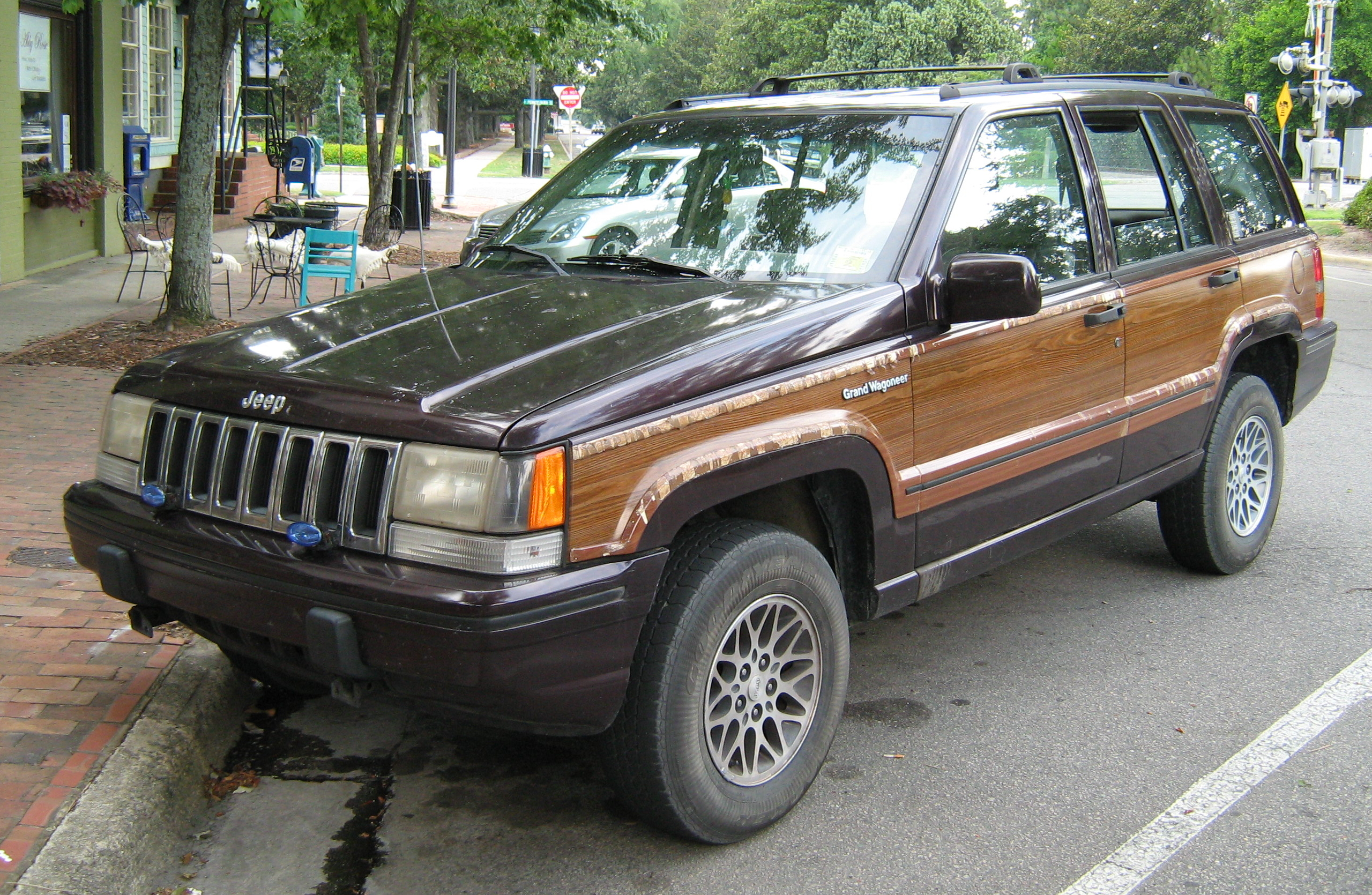
Jeep Grand Wagoneer (ZJ) (1993-1994)

В 1984 році представлена найдорожча версія Jeep Wagoneer Limited, яка перейменована на Jeep Grand Wagoneer (SJ). А під маркою Jeep Wagoneer Limited почали виготовляти найрозкішнішу версію Jeep Cherokee (XJ).
У 1986 році приладова панель, решітка радіатора і оптика зазнали невеликих змін. Через рік права на володіння фірмою перейшли до корпорації Chrysler, яка в наступні роки продовжувала випуск Wagoneer (XJ), практично нічого в ньому не змінюючи. Зокрема, з'явився двірник на задньому склі і нові забарвлення кузова.
В 1992 році Grand Wagoneer замінив Jeep Grand Cherokee (ZJ).

#### Grand Wagoneer (ZJ)
В 1993 році версія Jeep Grand Wagoneer (ZJ) з'явилася на один рік в якості топової моделі нової платформи Jeep ZJ, що дебютувала для Grand Cherokee в 1993 модельному році. Він включав в себе довгий список стандартного устаткування, включаючи двигун Magnum 5.2 L V8 і унікальний шкіряний салон, а також традиційну зовнішню дерев'яну аплікацію Grand Wagoneer. Модель була відкинута в 1994 році, залишивши топовим Grand Cherokee Limited. Всього виготовлено 6378 автомобілів Jeep Grand Wagoneer (ZJ).

### Двигуни
- 3,8 л Tornado Р6 133-140 к.с.
- 3,8 л AMC Р6 145 к.с.
- 4,2 л AMC Р6 112 к.с.
- 5,4 л Vigilante V8 250 к.с. 460 Нм
- 5,7 л Buick Dauntless V8 230 к.с. 470 Нм
- 5,9 л AMC V8 177 к.с.
- 5,9 л AMC V8 198 к.с.
- 6,6 л AMC V8 218-235 к.с.

## Wagoneer/Grand Wagoneer (WS, з 2021)

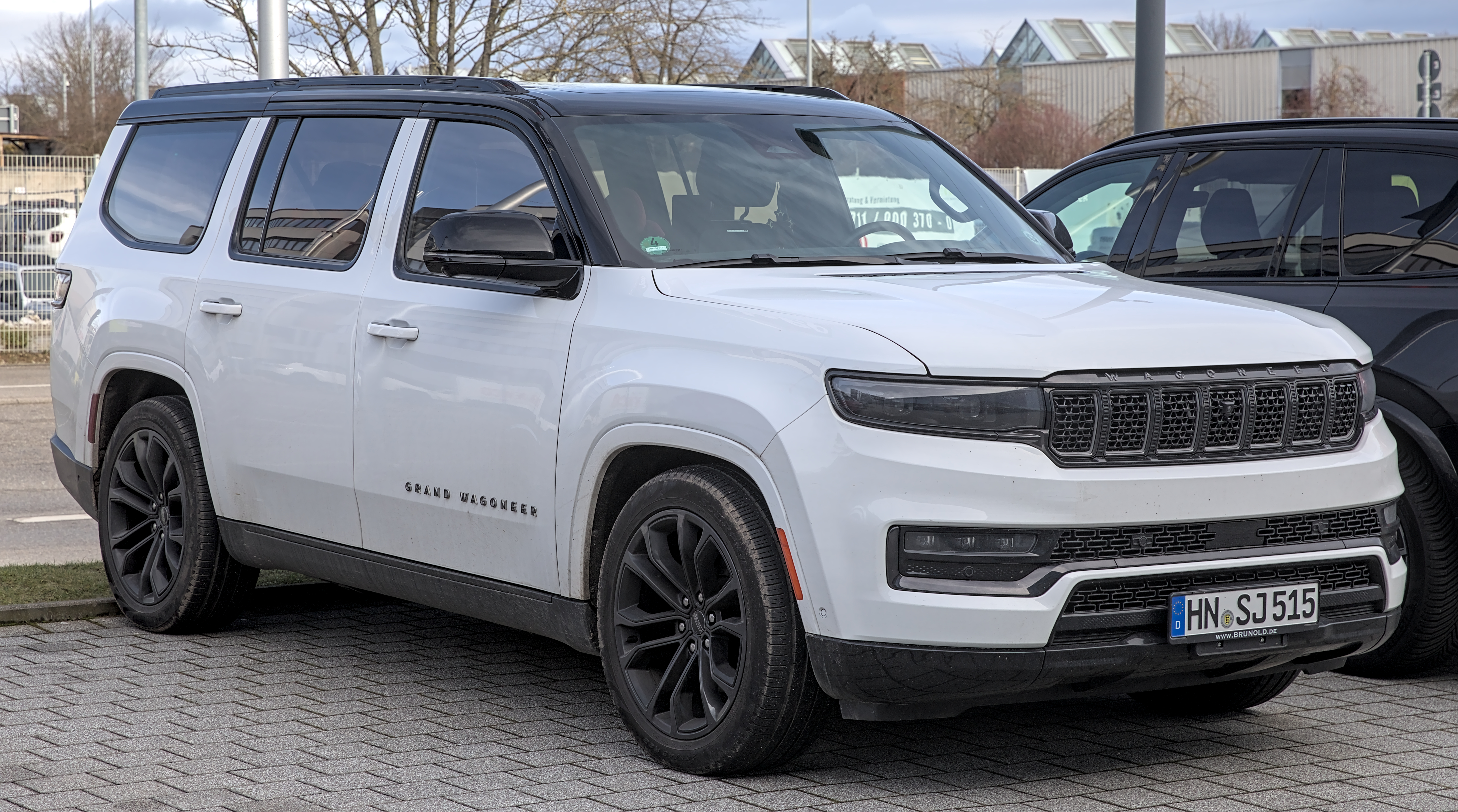
Jeep Grand Wagoneer

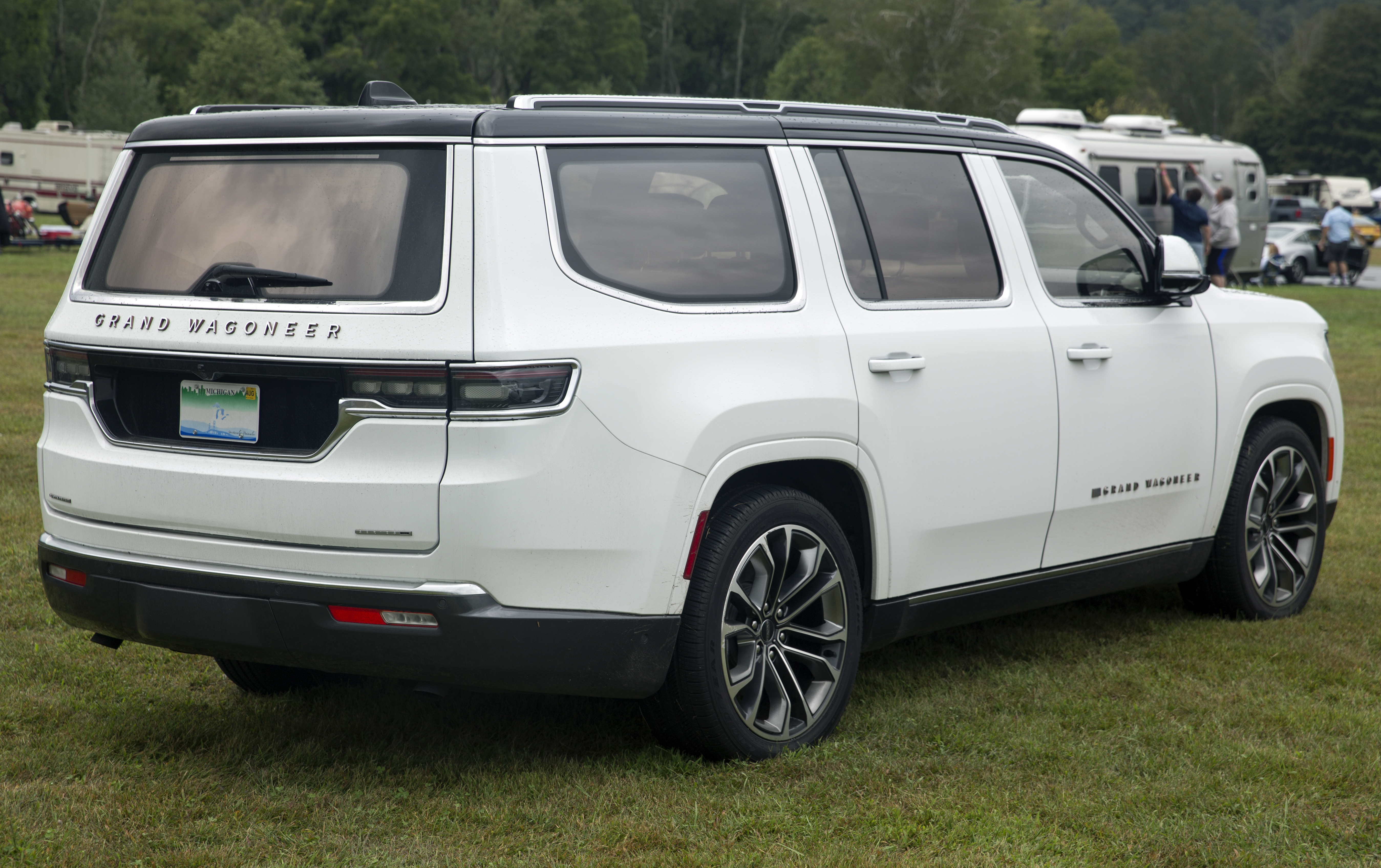
Jeep Grand Wagoneer

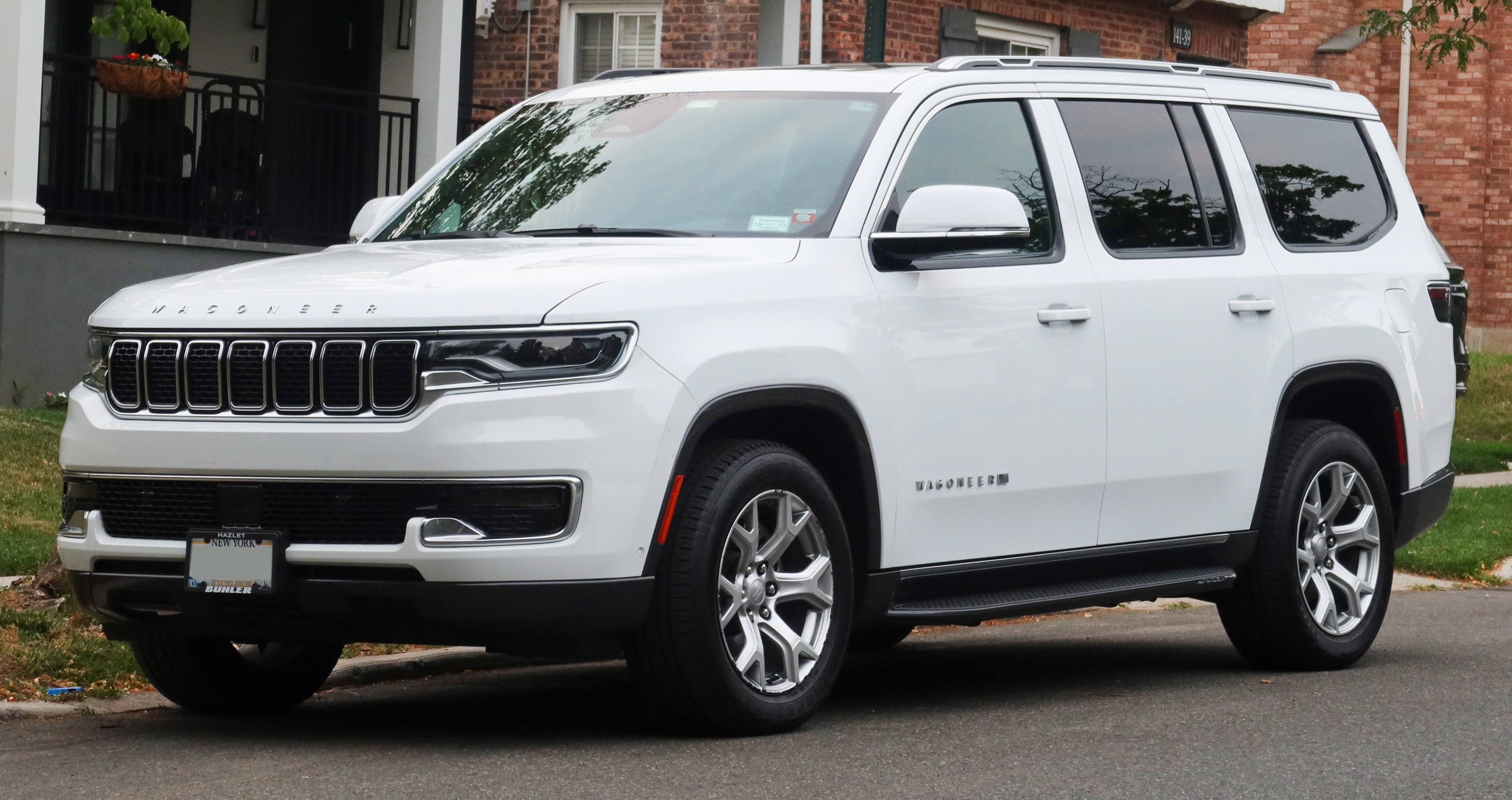
Jeep Wagoneer

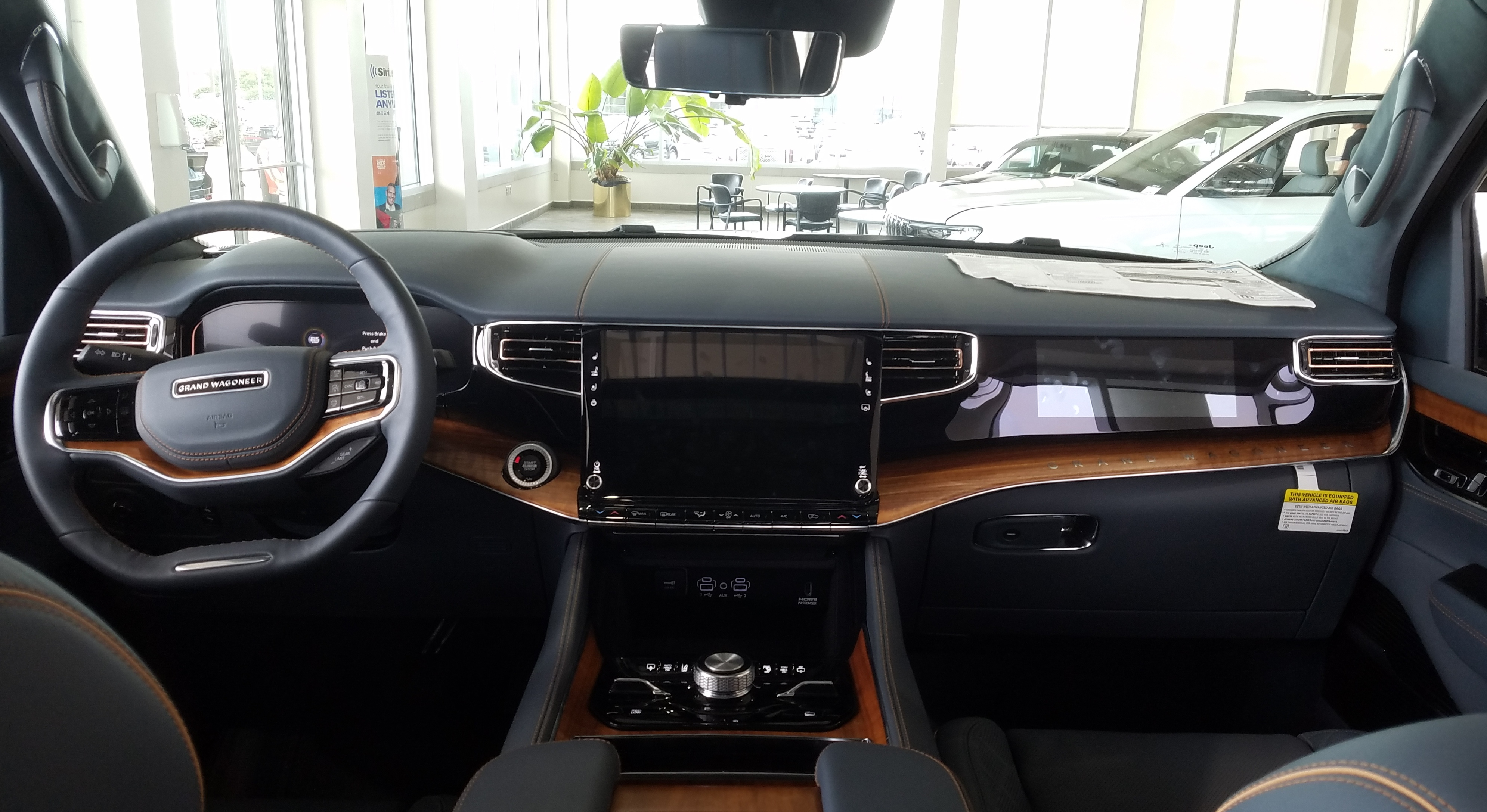

Генеральний директор Chrysler Серджіо Маркіонне оголосив у січні 2011 року на Детройтському автосалоні, що ім'я Jeep Grand Wagoneer буде відроджено для 7-місного позашляховика, що буде представлено в 2013 році. Новий Jeep Grand Wagoneer замінить Dodge Durango, що виготовляється з 2010 року, і буде випускатися на тому ж заводі, що й Jeep Grand Cherokee.
Концепти рамних автомобілів Wagoneer та Grand Wagoneer дебютували  3 вересня 2020 року, серійні версії дебютували 11 березня 2021 року. Автомобілі мають однакові габаритні розміри, але відрізняються оснащенням. Вагонір може бути 7 або 8 місним і конкурує з Chevrolet Tahoe та Ford Expedition, Гранд Вагонір (має тільки 7 місць) конкурує з Range Rover, Cadillac Escalade та Lincoln Navigator. В довжину позашляховики досягають 5435 мм, в ширину і висоту - 2123 мм і 1920 мм, а їх колісна база становить 3124 мм.
Обидва автомобілі збудовані на шасі пікапа Ram 1500 з двоважільною підвіскою спереду, нерозрізним мостом ззаду і пневмопідвіскою Quadra-Lift по колу,  та Вагонір комплектується двигуном 5.7 V8 HEMI, а Гранд Вагонір двигуном 6.4 HEMI. Двигуни працюють в парі з 8-ст. АКПП. На вибір пропонують три систем повного приводу.
Виробництво нових Jeep Wagoneer та Jeep Grand Wagoneer розпочалось навесні 2021 року на новому складальному заводі Stellantis, який будується на місці попереднього моторного комплексу Chrysler Mack Avenue.
Автомобіль отримав дисплей перед пасажиром. Крім того, Wagoneer і Grand Wagoneer стали першими автомобілями, які отримали інтегрований медіаплеєр Amazon Fire TV for Auto. Він дозволяє пасажирам на другому ряду дивитися потокове відео. Вид на передній пасажирський екран прихований від водія, але він може запускати відеоконтент на центральному дисплеї під час стоянки.
На Міжнародному автосалоні в Нью-Йорку (NYIAS) у 2022 році компанія Jeep представила подовжені Wagoneer L і Grand Wagoneer L 2023 року, які на фут довші за своїх аналогів Wagoneer і Grand Wagoneer. Рівень комплектації та вміст функцій є такі ж, як у Wagoneer та Grand Wagoneer, хоча обидва автомобілі отримали новий 3,0-літровий двигун «Stellantis Hurricane engine» з подвійним турбонаддувом, рядний 6 (I6).
У 2024 році Jeep припинив випуск Grand Wagoneer з двигуном V8. 
У 2025 році Jeep підвищує потужність Grand Wagoneer до 540 к.с. та робить стандартним 10,3-дюймовий екран мультимедіа для переднього пасажира.

### Двигуни
- 5.7 л HEMI eTorque mild hybrid V8 398 к.с. 549 Нм (Wagoneer)
- 6.4 л HEMI V8 478 к.с. 617 Нм (Grand Wagoneer і як опція на Wagoneer)
- 3.0 л Hurricane twin-turbo I6 420 к.с. 635 Нм (стандарт для Wagoneer L)
- 3.0 л Hurricane twin-turbo I6 510 к.с. 678 Нм (стандарт для Grand Wagoneer L)

## Продажі
| рік  | США      | США            | США    | Канада   | Канада         | Канада |
| рік  | Wagoneer | Grand Wagoneer | всього | Wagoneer | Grand Wagoneer | всього |
| ---- | -------- | -------------- | ------ | -------- | -------------- | ------ |
| 2021 | 5,349    | 2,675          | 8,024  | 168      | 161            | 329    |
| 2022 | 36,219   | 11,736         | 47,955 | 1,631    | 930            | 2,561  |